# Huang Yu-lan
Huang Yu-lan (黃玉蘭T, Huáng YùlánP; 7 ottobre 1958) è un'ex cestista taiwanese.

## Carriera
Con Taiwan ha disputato i Campionati mondiali del 1986.